# ECMAScript
 (juin 2015).
ECMAScript est un ensemble de normes concernant les langages de programmation de type script et standardisées par Ecma International dans le cadre de la spécification ECMA-262. Il s'agit donc d'un standard, dont les spécifications sont mises en œuvre dans différents langages de script, comme JavaScript ou ActionScript. C'est un langage de programmation orienté prototype.

## Histoire et développement

### LiveScript et Mosaic Communications Corporation
La société Netscape, à l'origine connue sous le nom de Mosaic Communications Corporation, a développé un langage de script côté client, appelé LiveScript, pour renforcer l'offre commerciale de son serveur web. La sortie de LiveScript est intervenue à l'époque où le NCSA forçait Mosaic Communications Corporation à changer de nom pour devenir Netscape.
Netscape travailla alors au développement d'une version orientée client de LiveScript. Quelques jours avant sa sortie, Netscape changea le nom de LiveScript pour JavaScript. Sun Microsystems et Netscape étant partenaires, et la machine virtuelle Java étant de plus en plus populaire, ce changement de nom servait les intérêts des deux sociétés. Sun promit donc de ne pas poursuivre Netscape[réf. nécessaire].

### JavaScript et Netscape
En décembre 1995, Sun et Netscape annoncent la sortie de JavaScript. En mars 1996, Netscape implémente le moteur JavaScript dans son navigateur web Netscape Navigator 2.0. Le succès de ce navigateur contribue à l'adoption rapide de JavaScript dans le développement web orienté client. Microsoft réagit alors en développant JScript, qu'il inclut ensuite dans Internet Explorer 3.0 en août 1996 pour la sortie de son navigateur.
Netscape soumet alors JavaScript à l'ECMA pour standardisation. Les travaux débutent en novembre 1996, et se terminent en juin 1997 par l'adoption du nouveau standard ECMAScript. Les spécifications sont rédigées dans le document Standard ECMA-262.

## Versions

### ECMA-262
Il existe à ce jour 15 versions du standard ECMA-262.

## ECMAScript Edition 4 (ES4)
Aujourd'hui abandonné au profit d'ES5, les premiers travaux furent critiqués car ils modifiaient la nature du langage, qui passait d'un modèle de programmation avec les prototypes vers un modèle traditionnel fondé sur les classes comme Java, C++ ou C#.
Ce modèle orienté prototype est pour beaucoup le modèle le plus performant en développement orienté objet[réf. nécessaire].
Une première version du référentiel d'implémentation d'ECMAScript 4 est disponible depuis juin 2007.
Par ailleurs, Mozilla et Adobe Systems ont travaillé à l'implémentation des spécifications d'ECMAScript 4 dans JavaScript 2 et ActionScript 3. Pour concilier ces implémentations avec la création de la machine virtuelle Tamarin, Mozilla et Adobe Systems collaborent sur le projet Tamarin.

## ECMAScript Edition 5 (ES5)
À la suite des critiques envers ES4, un ensemble de sociétés, parmi lesquelles Yahoo, Microsoft et Google, décident de développer en parallèle une mise à jour de l'ES3 moins ambitieuse, nommée ES3.1.
Malgré les divergences d'option avec l'équipe consacrée à l'ES4, la décision est finalement prise d'arrêter le développement d'ES4 et de se consacrer exclusivement à l'ES3.1, qui deviendra ES5 pour éviter toute ambiguïté, et est publié le 3 décembre 2009.
L'ensemble de ces spécifications sont aujourd'hui bien intégrées dans les navigateurs modernes.

## ECMAScript Edition 6 (ES6/ES2015)
Nommée ES2015 et publiée en juin 2015. C'est une mise à jour majeure qui apporte un lot considérable de nouvelles fonctionnalités (déclaration de variables avec let et const, fonctions fléchées, littéraux de gabarits, destructuration, opérateurs rest et spread, paramètres par défaut dans les fonctions, raccourcis de propriétés dans les objets, promesses, set et map, itérateurs et générateurs). Notamment, le modèle de programmation orientée objet basé sur les classes est finalement intégré, mais dans une version simplifiée par rapport à ce qui était proposé depuis ES4. Aussi, un système de module permettant une gestion simplifiée des dépendances et une meilleure modularité du code source (via import et export) est disponible nativement et devient la norme.
L'implémentation de ES6 nécessitait autrefois d'être transpilée via un compilateur tel que Babel pour des soucis de compatibilité, mais elle est désormais prise en charge par toutes les versions récentes des navigateurs.

## ECMAScript Edition 7 (ES7/ES2016)
Première version publiée après le changement du processus de normalisation, l'ES7, ou ES2016, apporte peu de changements au langage. Le nouveau processus prévoit en effet de publier chaque année une nouvelle norme avec les ajouts qui ont eu lieu dans l'intervalle, afin d'éviter de publier des changements énormes comme ce fut le cas en 2015.

## ECMAScript Edition 8 (ES8/ES2017)
Ajout de la syntaxe async / await pour la gestion des opérations asynchrones.

## Comparatif
| Édition | Date de publication | Différences avec l'édition antérieure |  |
| ------- | ------------------- | --- |  |
| 1       | Juin 1997           | 1re édition. |  |
| 2       | Juin 1998           | Modifications rédactionnelles pour se conformer au standard international ISO/CEI-16262. |  |
| 3       | Décembre 1999       | Expressions rationnelles plus puissantes, amélioration de la manipulation des chaînes de caractères, nouvelles instructions de contrôle, gestion des exception avec les instructions try/catch, formatage des nombres. |  |
| 4       | Jamais              | Édition abandonnée. |  |
| 5       | Décembre 2009       | Clarification des ambiguïtés de la 3e édition, accesseurs, introspection, contrôle des attributs, fonctions de manipulation de tableaux supplémentaires, support du format JSON, mode strict pour la vérification des erreurs. |  |
| 6       | Juin 2015           | Modules, classes, portée lexicale au niveau des blocs, itérateurs et générateurs, promesses pour la programmation asynchrone, patrons de destructuration, optimisation des appels terminaux, nouvelles structures de données (tableaux associatifs, ensembles, tableaux binaires), support de caractères Unicode supplémentaires dans les chaînes de caractères et les expressions rationnelles, possibilité d'étendre les structures de données prédéfinies. |  |
| 7       | Juin 2016           | Opérateur d'exponentiation, méthode includes sur les tableaux. |  |
| 8       | Juin 2017           | Syntaxe async / await pour la gestion des opérations asynchrones dans un style synchrone, méthodes entries, values et getOwnPropertyDescriptors sur l'objet global Object, remplissage des chaînes de caractères avec padStart et padEnd, virgule finale autorisée dans les paramètres de fonction, amélioration de la méthode SharedArrayBuffer et de l'API Atomics. |  |
| 9       | Juin 2018           | Opérateur spread (...) pour les objets, itération asynchrone avec for-await-of, ajout de la méthode finally sur les promesses, amélioration des expressions régulières et des littéraux de gabarits. |  |
| 10      | Juin 2019           | Méthodes flat et flatMap sur les tableaux, méthode fromEntries sur Object (l'inverse de entries), méthodes trimStart et trimEnd sur les chaînes, le paramètre d'erreur dans un bloc catch devient optionnel, ajout d'une propriété description sur les symboles, amélioration de la gestion du JSON (avec la méthode stringify) qui peut désormais gérer les émojis et les caractères non-ASCII, modification de la méthode toString sur les fonctions pour renvoyer leur code source complet. |  |
| 11      | Juin 2020           | Nouveau type BigInt pour gérer des très grands entiers, opérateur de coalescence des nuls (??) pour une gestion facilitée des valeurs null et undefined, opérateur de chainage optionnel (?.) pour accéder aux propriétés profondément imbriquées d'un objet sans vérification, import de module asynchrone avec la fonction import, méthode allSettled sur les promesses, référence uniforme au contexte global avec globalThis (au lieu de window, global ou self selon l'environnement), améliorations des boucles for-in et for-of, WeakRef et FinalizationRegistry pour la gestion avancée de la mémoire. |  |
| 12      | Juin 2021           | Trois nouveaux opérateurs logiques avec affectation (&&=, \|\|=, ??=), méthode replaceAll pour les chaînes, séparateurs numériques (_) pour améliorer la lisibilité des grands nombres, méthode any sur les promesses, nouveau type d'erreur AggregateError permettant de regrouper plusieurs erreurs en une seule, amélioration des expressions régulières afin de pouvoir récupérer les indices de correspondance. |  |
| 13      | Juin 2022           | L'accès à un élément spécifique d'un tableau peut se faire avec la méthode at, accès global à await dans les modules (évite d'avoir à l'envelopper dans une fonction async), propriétés et méthodes privées dans les classes via #, méthode hasOwn sur Object, l'erreur récupérée dans un bloc catch possède une propriété cause permettant d'obtenir plus de détails, ajout du flag v dans les expressions régulières pour améliorer la prise en charge des caractères Unicode, notamment les émojis. |  |
| 14      | Juin 2023           | Méthodes findLast, findLastIndex, toSorted, toReversed, toSpliced sur les tableaux. |  |
| 15      | Juin 2024           | Méthode groupBy sur les objets et les maps, méthodes isWellFormed et toWellFormed sur les chaînes, méthode withResolvers sur Promise, les ArrayBuffers peuvent être redimensionnés et transférés. |  |
| ESNext  | Juin 2025           | En cours de développement |  |

### E4X
ECMAScript for XML (E4X) est une extension XML au langage ECMAScript. Il s'agit d'un standard différent.

## Dénomination
| Application                                                                                               | Dénomination                                          | Dernière version | Correspondance ECMAScript                   |
| --- | ----------------------------------------------------- | ---------------- | ------------------------------------------- |
| Navigateurs de type Gecko avec le moteur embarqué SpiderMonkey, dont Mozilla Firefox                      | JavaScript                                            | 1.8              | ECMA-262, edition 3 1                       |
| Internet Explorer                                                                                         | JScript                                               | 5.6.7            | ECMA-262, edition 3 6                       |
| Opera | ECMAScript, avec des extensions JavaScript et JScript | 1.3/1.5          | ECMA-262, edition 3                         |
| Navigateurs fondés sur KHTML, incluant Konqueror de KDE                                                   | JavaScript                                            | 1.5              | ECMA-262                                    |
| Framework .NET de Microsoft                                                                               | JScript .NET et Managed JScript                       | 8.0              | ECMA-262, edition 3 2                       |
| Adobe Flash                                                                                               | ActionScript                                          | 2 3              | ECMA-262, edition 3 3 ECMA-262, edition 4 4 |
| Adobe Acrobat                                                                                             | JavaScript                                            | 1.5              | ECMA-262, edition 3                         |
| Langage de script général                                                                                 | DMDScript                                             | 1.06             | ECMA-262                                    |
| OpenLaszlo Platform                                                                                       | JavaScript                                            | 1.4              | ECMA-262, edition 3 5                       |
| iCab | InScript                                              | 3.22             | ECMA-262, edition 3                         |
| Implémentation d'XML dans les navigateurs fondés sur Gecko et les programmes embarqués comme SpiderMonkey | E4X                                                   | ???              | ECMA-357, edition 2                         |

Note (1): E4X en partie supporté par Gecko 1.9 ; pour d'autres fonctionnalités.
Note (2): Microsoft indique que JScript 8.0 supporte « presque toutes les caractéristiques d'ECMAScript Edition 3" mais ne donne pas de liste des caractéristiques non supportées.
Note (3): En plus du support d'ECMA-262 edition 3, ActionScript 2 inclus aussi un support des propriétés, fonctions et mécanisme qui avaient été proposés dans une version préliminaire d'ECMA-262 edition 3. Il n'est pas connu si ActionScript restera synchronisé avec de futures modifications des spécifications d'ECMAScript.
Note (4): Adobe indique supporter une version préliminaire de l'édition 4 d'ECMA-262.
Note (5): OpenLaszlo supporte partiellement ECMA-262 édition 3.
Note (6): Un document « JScript Deviations from ES3 » a été publié par Microsoft.
Le support par Mozilla, (SpiderMonkey en langage C et Rhino en Java), sont utilisés par plusieurs programmes tiers, par exemple le Yahoo! Widget Engine (Konfabulator) et le langage de script pour Macintosh JavaScript OSA.
Safari utilise JavaScriptCore qui est fondé sur la bibliothèque KJS de KDE.

## Correspondance
| JavaScript                                                                              | JScript                                             | ECMAScript                                                                                                  |
| --------------------------------------------------------------------------------------- | --------------------------------------------------- | --- |
| 1.0 (Netscape 2.0, mars 1996)                                                           | 1.0 (IE 3.0 — et première version, août 1996)       | |
| 1.1 (Netscape 3.0, août 1996)                                                           | 2.0 (IE 3.0 — dernière version, janvier 1997)       | |
| 1.2 (Netscape 4.0, juin 1997)                                                           |                                                     | |
| 1.3 (Netscape 4.5, octobre 1998)                                                        | 3.0 (IE 4.0, octobre 1997)                          | édition 1 (juin 1997) / édition 2 (juin 1998)                                                               |
| 1.4 (Netscape Server uniquement)                                                        | 4.0 (Visual Studio 6, pas de nouvelle version d'IE) | |
|                                                                                         | 5.0 (IE 5.0, mars 1999)                             | |
|                                                                                         | 5.1 (IE 5.01)                                       | |
| 1.5 (Netscape 6.0, nov 2000 ; mais aussi plus tard les versions de Netscape et Mozilla) | 5.5 (IE 5.5, juillet 2000)                          | édition 3 (décembre 1999)                                                                                   |
|                                                                                         | 5.6 (IE 6.0, octobre 2001)                          | |
| 1.6 (Gecko 1.8, Firefox 1.5, novembre 2005)                                             |                                                     | édition 3, avec pour nouveautés: E4X, Array extras (e.g. Array.prototype.forEach), Array et String generics |
| 1.7 (Gecko 1.8.1, Firefox 2.0, octobre 2006)                                            |                                                     | |
| 1.8 (Gecko 1.9, Firefox 3.0, mai 2007)                                                  |                                                     | |
| 2.0                                                                                     |                                                     | édition 4 (en développement)                                                                                |